# Gran Turismo 4
Gran Turismo 4 (jap. グランツーリスモ4 Guran Tsūrisumo Fō) – komputerowa gra wyścigowa stworzona przez studio Polyphony Digital i wydana przez Sony Computer Entertainment na konsolę PlayStation 2. Premierę miała 10 stycznia 2005 roku w Japonii. Jest to czwarta część serii gier komputerowych Gran Turismo. W Gran Turismo 4 gracz wciela się w kierowcę wyścigowego, który ściga się z samochodami kierowanymi przez komputer na torach wyścigowych. Nowością w stosunku do poprzednich części serii było wprowadzenie trybu B-Spec, w którym gracz mógł także odgrywać rolę menedżera zespołu wyścigowego.